# Miraculin
Miraculin ist ein Glykoprotein aus den Früchten der Wunderbeere (Synsepalum dulcificum), eines tropischen Sapotengewächses aus West- und Zentralafrika.

## Struktur
Die Zusammensetzung von Miraculin wurde 1989 geklärt, sowohl der Polypeptidkette als auch der Anteile gebundener Monosaccharide. Die Primärstruktur des Proteins ist eine Kette aus 191 Aminosäuren, in der Quartärstruktur sind zwei über Disulfidbrücken verbundene Homodimere zu einem Tetramer zusammengelagert.

## Wirkung
Miraculin selbst ist geschmacklos, doch wenn die menschliche Zunge Miraculin ausgesetzt wird, können auch eigentlich saure Speisen wie Zitrusfrüchte als süß wahrgenommen werden, sogar bis zu einer Stunde nach Einnahme. Wird Miraculin gleichzeitig mit Saurem konsumiert, dauert es einen Moment, bis dieser Effekt eintritt. Bis das Miraculin zu wirken beginnt, schmeckt eine saure Mischung auch so, erst nach einer Verzögerung stellt sich ein süßer Geschmack ein, der den sauren bald überlagert.
Das Glykoprotein, ein Proteid mit einem Kohlenhydratanteil von etwa 14 %, heftet sich an einen Süßrezeptor von Sinneszellen in den Geschmacksknospen, bestehend aus T1R2 und T1R3, löst aber so noch keine Reaktion aus. Isst man dann jedoch eine saure Speise, verschiebt sich das Milieu im Mund in den sauren pH-Wert-Bereich – und Miraculin nimmt dadurch eine etwas andere Form ein, es ändert sich die Konformation seiner Tertiärstruktur. In Folge der veränderten Gestalt werden nun die Geschmacksrezeptoren aktiviert und die Geschmackssinneszellen der Zunge gereizt, die nachgeschalteten afferenten Neuronen erregt, Signale den sensorischen Hirnnervenkernen (Nuclei tractus solitarii) im Markhirn zugeleitet und von dort an den gustatorischen Kortex weitergeleitet, sodass die Empfindung „intensiv süß“ wahrgenommen werden kann – obwohl die konsumierte Speise normalerweise einen sauren Geschmack hinterlassen würde.

## Geschichte

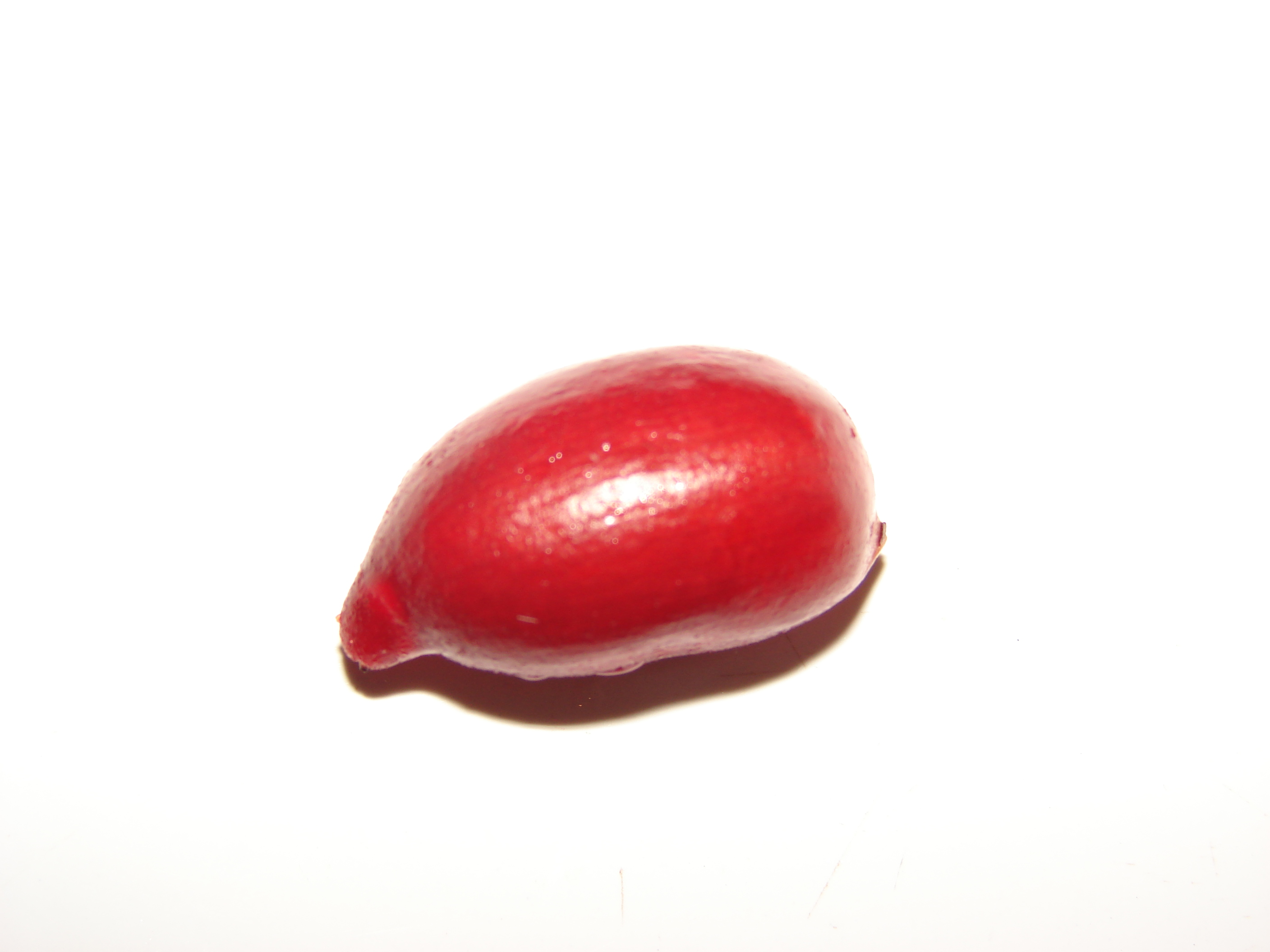
Früchte der Wunderbeere, welche das Miraculin enthalten

Da die Wunderbeere selbst kaum Eigengeschmack hat, wurde die Geschmackskonversion als Wunder angesehen, daher der Name.
In Westafrika wurde die Wunderbeere benutzt, um den Geschmack saurer Speisen zu verbessern.
Die aktive Substanz, die der japanische Wissenschaftler Kenzo Kurihara isolierte, wurde nach der Wunderbeere (englisch miracle fruit) benannt, als er seine Arbeit 1968 in Science veröffentlichte. In Japan ist es als Süßungsmittel zugelassen.
Miraculin wird zur Verwendung als energiearmer, für Diabetiker geeigneter Süßstoff untersucht, wie auch die Proteine Thaumatin, Mabinlin, Brazzein, Monellin, Pentadin und Curculin. Die Herstellung ist derzeit allerdings noch zu teuer. Es gibt Versuche, Miraculin auf gentechnischer Basis herzustellen, wie z. B. in genveränderten Pflanzen wie der Tomate und dem Gartensalat, die Miraculin produzieren. Auch Ansätze zur Produktion mittels gentechnisch veränderter Hefen und Bakterien (Escherichia coli) wurden bereits beschrieben.
Miraculin wird in den Vereinigten Staaten zur Linderung von Chemotherapie-induzierten Geschmacksstörungen verwendet. Weiterhin wird es zur Verwendung als Süßungsmittel bei Patienten mit metabolischem Syndrom untersucht, um die Häufigkeit einer Krebserkrankung zu mindern.